# Splish Splash/Venus/The Diary/Be bop a lula
Splish Splash/Venus/The Diary/Be bop a lula è il secondo EP di Mina, l'unico nella discografia ufficiale pubblicato come Baby Gate e con l'etichetta discografica Broadway nel 1959.

## Descrizione
Con un copertina Archiviato il 20 dicembre 2016 in Internet Archive. in stile balneare, raccoglie 4 brani provenienti da altrettanti singoli incisi come Baby Gate nel 1959, tranne Be bop a lula che è del 1958.
Tutti i brani sono cover cantate da Mina in inglese.
Le tracce, come tutte quelle pubblicate su 45 giri dagli esordi al 1964, sono state raccolte nell'antologia su CD del 2010 Ritratto: I singoli Vol. 1.

## Tracce
Lato A
1. Splish Splash – 2:03 (Bobby Darin, Jean Murray[4]; edizioni musicali Southern) – con I Solitari
2. Venus – 2:45 (Edward 'Ed' Marshall; edizioni musicali R.R.R.) – con l'orchestra di Ray French

Lato B
1. The Diary – 2:13 (testo: Howard Greenfield – musica: Neil Sedaka; edizioni musicali Neapolis)
2. Be Bop a Lula – 2:49 (testo: Bill "Sheriff Tex" Davis – musica: Gene Vincent; edizioni musicali RCA, Maschotte) – con gli Happy Boys